# Soraya Sala
Soraya Sala (* 31. Oktober 1972 als Soraya Gomaa) ist eine Schweizer Schauspielerin.
Soraya Gomaa ist das Kind einer italienischen Mutter und eines ägyptischen Vaters. Von 1994 bis 1997 studierte sie Schauspiel an der European Film Actor School in Zürich. Ihr Debütfilm war Vollmond (1998) von Fredi M. Murer. 1999 erhielt sie den Nachwuchspreis Shooting Star.

## Filmografie (Auswahl)
- 1998: Vollmond
- 1999: Deine besten Jahre
- 2000: Azzurro
- 2000: Marmor, Stein & Eisen
- 2002: Der Felsen
- 2002: Swiss Love
- 2003: Wolfsburg
- 2006: Zores
- 2016: Die Kinder der Villa Emma

## Hörspiele
- 2023: Letícia Milano und Tina Müller: Die andere Frida - opulent-akustisches Biopic, WDR[1]